# William McNaught (Rochdale)

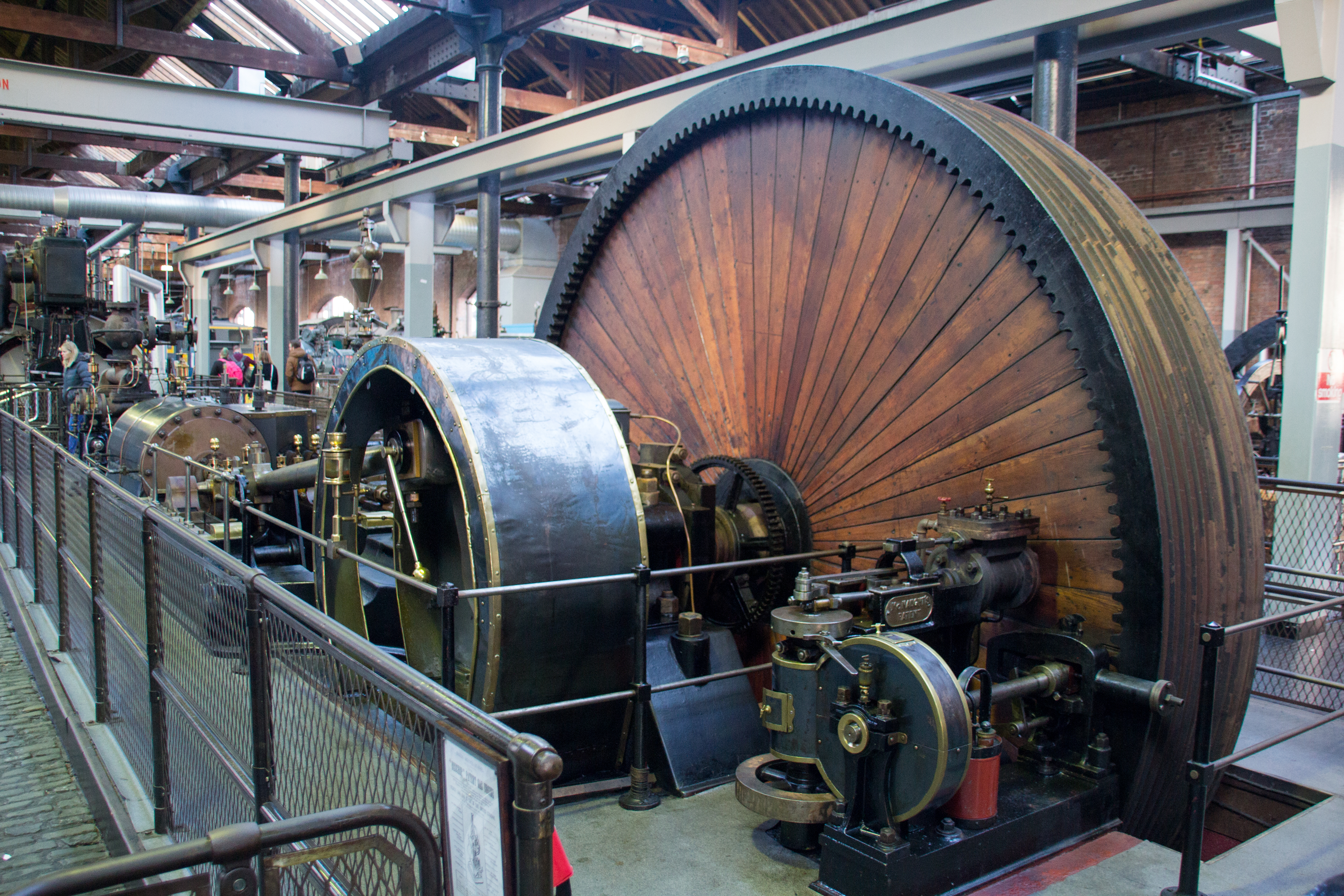
Motor de fábrica McNaught de 1907, ahora en el MOSI

William McNaught (1813 - 1881) fue un ingeniero británico dedicado al perfeccionamiento y la fabricación de máquinas de vapor, originario de Rochdale, Lancashire, Inglaterra. 

## Semblanza
McNaught nació en Mánchester y fue aprendiz con el Sr. Mills de Heywood, Bury. Posteriormente trabajó en Londres para John & Thomas Rennie, antes de incorporarse a Alexander Petrie & Son, alrededor de 1838. 
Se convirtió en jefe de diseño y superintendente en la empresa de James Petrie, donde diseñó un equipo de corte para usar en una máquina de vapor estacionaria, patentado por James Petrie en 1844. Petrie había comenzado a construir motores para fábricas en 1819, y McNaught se unió al negocio en 1838, permaneciendo hasta 1858, cuando comenzó su propia empresa. 
Antes de esta patente, había problemas con las válvulas de corredera, que sufrían un desgaste excesivo. Las válvulas de corte de Petrie y McNaught eran circulares, con caras inclinadas que permitían un corte variable; y podían conectarse fácilmente con el regulador que McNaught patentó en 1850. 
En 1860 dejó la compañía de Petrie para establecer su propio negocio dedicado a construir máquinas de vapor en la antigua Union Foundry de Halstead, en Wet Rake (Drake Street, Rochdale). Tuvo tanto éxito, que en 1863 había construido la fundición de San Jorge en Crawford (St. Rochdale). Cuando se retiró en 1870, la firma fue regentada por sus hijos John y William, y se hizo conocida como J&W McNaught. Más adelante se fusionarían con John Petrie, convirtiéndose en Petrie and McNaught.